# Řeřišnice hořká Opizova
Řeřišnice hořká Opizova (Cardamine amara subsp. opicii) je nevysoká, bíle kvetoucí, planě rostoucí a vyhubením ohrožená bylina, poddruh druhu řeřišnice hořká.

## Rozšíření
Vysokohorská středoevropská rostlina, vyskytující se pouze v pohoří Vysoké Sudety a Západní a Jižní Karpaty, výskyt v Alpách je sporný. Přes území České republiky probíhá okraj fragmentovaného areálu a poddruh se zde vzácně vyskytuje v subalpínských stupních Krkonoš, Králického Sněžníku a Hrubého Jeseníku.
Nejčastěji roste na nelesních, dobře osluněných biotopech, které jsou stále vlhké, bohaté na minerální živiny a mají kyselou až neutrální reakci. Oblíbenými místy jsou vysokohorská prameniště, trvale vlhká místa na skalnatých svazích a břehy horských potoků, vše nad horní hranici lesa.

## Popis
Vytrvalá, 10 až 60 cm vysoká rostlina bez přízemní růžice s přímou, až 12 mm tlustou lodyhou, vyrůstající z dlouhého plazivého oddenku. Dutá, hustě krátce chlupatá a podélně rýhovaná lodyha je nevětvená a je porostlá 13 až 40 masitými listy, které jsou pod květenstvím nápadně nahloučeny (internodia tam jsou kratší než 5 mm). Tmavě zelené listy jsou v dolní části lodyhy lichozpeřené s pěti až devíti a v horní části se třemi až pěti páry přisedlých nebo krátce stopkatých lístků které jsou vejčité či obvejčité a na okrajích mělce vykrajované neb celistvé.
Oboupohlavné pravidelné květy na stopkách jsou seskupeny až po dvaceti do jednoduchého vrcholového hroznu. Vejčité kališní lístky s blanitým olemováním bývají 2 až 5 mm dlouhé. Bílé obvejčité až obkopinaté korunní lístky s krátkým nehtem jsou 5 až 10 mm dlouhé a na vrcholu rovné nebo plytce vykrojené. Šest čtyřmocných tyčinek nese červenofialové prašníky a semeník čnělku s půlkulovitou bliznou. Období kvetení je od června do července, květy jsou opylovány hmyzem.
Plody vyrůstající na šikmo nebo vodorovně odstávajících stopkách jsou pukající šešule 20 až 40 mm dlouhé a jen 1,5 mm široké. Semena velká asi 1,4 mm roznáší hmyz, vítr nebo vodní příval.

## Možnost záměny
Řeřišnice hořká Opizova se od ostatních poddruhů rodu řeřišnice odlišuje nerozvětvenou lodyhou, velkým počtem lodyžních listů a jejich nahuštěním pod květenstvím a mnohojařmovými listy.

## Ohrožení
Populace řeřišnice hořké Opizovy byla v minulosti hodně zdevastována nezodpovědným sběrem rostlin, při kterém byly ničeny i kořeny. Rostlin bylo používáno jako přísad do jídel i v lidovém lékařství. V současnosti jsou lokality tohoto taxonu chráněny v rámci Krkonošského národního parku, národní přírodní rezervace Králický Sněžník a chráněné krajinné oblasti Jeseníky.
Poddruh je v "Seznamu zvláště chráněných druhů rostlin" stanoveném vyhláškou Ministerstva životního prostředí ČR č. 395/1992 Sb. ve znění vyhl. č. 175/2006 Sb., stejně jako v "Červeném seznamu cévnatých rostlin České republiky" z roku 2012, považován za druh kriticky ohrožený (§1) a (C1b).